# Главно врело Нишке Бање
43° 17′ 37″ С; 22° 00′ 29″ И / 43.2936843° С; 22.0079756° И
Главно врело Нишке Бање термоминерално је крашко врело које избија на коти 248,47 на стени око 2,5 метра испод површине терена и главног бањског објеката. Са првобитном римском каптажом, изведеном у виду куполастог бунара озиданог у слојевима од опеке и бигра, из врела, одоздо избија топла вода и пење се под врх куполе.
Главно врело спада међу најиздашније хомеотермне српске бањске изворе, са минималним протицајем воде од 35 l/sec и температуром воде од 38,2° до 38,5°С. Садржај минерала у води је незнатан. Суви остатак је 0,286  при температури 37,3°C. Вода са Главног врела припада радиоактивним хомеотермама, чија радиоактивност износи 10,53 до 13,4 Махових јединица. Лековито својство вода ове тереме потиче од радона и микроелемената.
Главно врело снабдева водом: Старо купатило (базен број 3) које потиче из седамнаестог века, Главно купатило (базене број 1 и 2), изграђено 1932, и купалишне објекте новијег датума: „Озрен“, „Зеленгора“, „Радон“ и „Терме“, изграђене у другој половини 20. века.

## Геоморфологија
Главно врело је један од термоминералних извори Нишке Бање који избијају на јужном ободу Нишке котлине под висовима Коритњака (808 m), крајњем западном огранку Суве планине. Они су у раседној зон, ограниченој северним странама кретацејских кречњака Кованлука. Ти су кречњаци испресецани многобројним дијаклазама испуњени белим калцитским жилицама. У самој Нишкој Бањи на нишавској тераси застрвени су дебелим слојем бигра, чија је просечна дебљина наслага око 10 m, али местимично и до 20 m.
У термалном подручју Нишке Бање, око Коритњака, утврђени су раседи (са свих страна осим са оне која се веже за Суву планину). Ту почиње, и сноп заплањских раседа правцем северозапад—југоисток, дуж којих је спуштена Заплањска котлина.
Најиздашнији извори Нишке Бање избијају на „подмлађеним бањским раседима“; терма Сува бања на студенском; Главно врело на укрштању тог и заплањског раседа. Сем ових, у разбијеном изворишту термалне зоне Нишке бање, уочена је појава и других извора; врела Мало грло (око 320 m источно од Суве бање) и повременог, врло слабог термалног извора Авуз (каптираног у у данашњој Школској чесми).
Истраживања су указала да термалне терасе нису постале само таложењем бигра из воде главног врела, већ и из других извора на загату. Нови профили бигрених салива, откривени просецањем приступног пута за нишкобањску пећинску терму 1968. потврђују, да се на релативном загату, истицање термоминералне воде вршило из низа извора вероватно на целом нишкобањском подножју Коритњака.
Од термалнокрашких извора Главно врело Нишке Бање потиче термални водоток, дужине око 80 m (кроз средишњи део Бање), по коме је Нишка Бања поодавно позната. У 19. веку и касније, хидроенергија овог водотока била је искоришћена за непрекидни рад неколико воденица, а топла вода за гајење пиринча,, потапање конопља, прање поњава и веша, купање сиромашног становништва, а нешто касније и аутомобила моторизованих Нишлија. Око 1930. нишкобањске воденице, на овом потоку, млеле су око 20 вагона брашна. Ове воденице биле су од великог значаја за мештане, нарочито зими, када су све воденице поточаре биле замрзнуте. Тако је термална вода Нишке Бање окретала непрекидно и снажно током целе године тешко воденично камење. Изградњом хотела „Радон“, на овом термалном водотоку који по количини воде спада у највеће на бањским водама Србије, на одсеку бигрене терасе испред самог хотела изграђен је украсни водопад.

## Хидролошки режим Главног термалног врела
Воде термалног, радонског олиго минералног Главног врела Нишке Бање су сложене из топле и хладне компоненте. О пореклу топле компоненте постоје опречна мишљења. Према бројним истраживањима термална компонента је десцедентног (вадозног) порекла. Док друга група истраживача, на бази садржаја микроелемената, геохемије и геотектонике сматра да су термалне воде Нишке Бање магматског порекла (јувенилне).
Хладна компонента се састоји из устаљеног дела, по количини и температури, десцедентне воде горњих партија лијаских пешчара која потиче са сливног подручја Суве планине и варијабилног дела крашке воде Коритника. Уважавајући мишљења еминентних истраживача, не упуштајући се у генезу термалне компоненте, а у циљу разјашњења процеса мешања термалне жице са бујичним крашким водама, треба истакнути непобитну чињеницу да термална компонента избија на површину у раседној зони Нишавског раседа . Било да је вадозног порекла, са слива Суве планине, било да је јувенилна, она се линијом мањег отпора пробија уз расед и на томе путу, свакако, прима сталне хладније компоненте из горњих партија лијаских и црвених пешчара, а сасвим при врху и променљиве количине хладне мутне бујичне воде из скаршценог масива Коритњака. Једини дренажни отвори на ободу Коритњака који је обавијени непропусним терцијарним глинама је поред Главног врела и Сува бања и Мало грло.

## Физичко хемијске карактеристике воде Главног врела
Праћење физичко-хемијских параметара термалне воде Нишке Бање, одвија се повременим анализама узорака воде у Заводим аи Институтима у Србији. Спектрохемијском анализом 1956. године први пут је у овим водама констатовано присуство микроелемената, олигоминерала, рубидијума и цезијума, чије присуство у термалној води, поред балнеолошке вредности, има посебан значај за изучавање порекла термалне воде не само Главног већ и осталих врела Нишке Бање. На основу ових чињеница, а према категоризацији из 1997. године одређено је да:
Природна олигоминерална вода из Главног врела Нишке Бање припада категорији: калцијум - хидрокарбонатна, радонским олигоминералном, хипертермалним водама.
Садржај минерала у једном литру воде Главног врела
| Катјона     | Грама  | Милимола | Миливала | Миливала у % |
| ----------- | ------ | -------- | -------- | ------------ |
| Натријума   | 0,0098 | 0,4261   | 0,4261   | 8,0775       |
| Калијума    | 0,0005 | 0,0128   | 0,0128   | 0,2423       |
| Калцијума   | 0,0870 | 2,1706   | 4,3412   | 82,1932      |
| Магнезијума | 0,0061 | 0,2508   | 0,5016   | 9,4970       |
| Укупно      |        |          | 5,2817   | 100,0000     |
| Анјона      | Грама  | Милимола | Миливала | Миливала у % |
| Бикарбоната | 0,2681 | 4,4000   | 4,5000   | 83,2546      |
| Хлорида     | 0,0120 | 0,3380   | 0,3380   | 6,2954       |
| Сулфата     | 0,0251 | 0,2614   | 0,5228   | 9,8921       |
| Нитрата     | 0,0015 | 0,0242   | 0,0242   | 0,4579       |
| Укупно      |        |          | 5,2850   | 100,0000     |

Суви остатак је 0,286  при температури 37,3°C. Вода са Главног врела припада радиоактивним хомеотермама, чија радиоактивност износи 10,53 до 13,4 Махових јединица. Лековито својство вода ове тереме потиче од радона и бројних микроелемената.
Расхлађење воде
Вишегоодишњим анализама (Минић, 1999.) констатована је промене температуре и протицаја на термалним врелима Нишке Бање зависне од падавина, температуре ваздуха и стања биљног покривача на Коритњаку. Ове појаве су, углавном, везане за зимски и пролећни период када су падавине максималне, а биљни покривач минималан. До расхлађивања и мућења вода долази, мада ређе, и у летњим месецима после пљускова великог интензитета или вишедневних киша. Пад температуре наступа нагло што расхлађује воду на извору чија се температура у тим периодима креће између 19°C и 24°C, а најчешће 22°C. При роме колико је расхлађвање изазвано отапањем већих наслага снега, минималне температуре воде су ниже и одржавају се значајно дуже.
Протоци воде
Протоци воде на Главном врелу варирају између 40 1/sec и 100 1/sec, док се на Сувој бањи крећу од О до 400 1/sec. Главно врело дренира највише 60 секундних литара хладне крашке воде, док Сува бања дренира око 400 1/sec, мада је кота излива за 30 m виша.

## Замућивање врела
На Главном термалном врелу Нишке Бање повремено се јављају „црвена“ и „бела“ замућивања.
Црвена мућења
Ова мућења повезана су са наглим надолажењем воде на Главно врело и у начелу немају никакве везе са обичним мућењима која настају код оба врела и дају беличасту воду, сличну колоидној мутноћи. Црвена мућења бујичних вода потичу од спирања црвене земље, којом обилују творевине лијаса изворне челенке Раутовачког потока. Мада део ове мутноће подтиче и од испирања наталоженог црвеног муља у пукотинама кречњака на путу подземних бујичних токова.
Наиаме на левој падини средњег дела слива Раутовачког потока јављају се творевине лијаса са веома израженом ерозијом. Како су те површине уједно и сетвене површине, то се ерозија земљишта интензивира, а испрани муљ црвене боје спира у корито Раутовачког потока и његовог дела који поноре, и одатле замућење несметано и брзо, разрађеном подземном хидрографском мрежом стиже до термалних врела и мути их.
Бела мућења
Бела мућења воде која се јављају на Главном врелу, и уопште немају везе са црвеним мућењем. Ова мућења се дешавају независно од протицаја. Према истраживањима проф, др С. Стевановића, бела мућења потичу од хладних компонената, када ојачају, или од промена атмосферског притиска, када се на врелима дешавају пулзације. Обична „бела“ мућења није могуће спречити, али на сву срећу она не представљају никакву сметњу у балнеотерапији.

## Експлоатација врела
Главно врело снабдева водом: 
- Старо купатило (базен број 3) које потиче из седамнаестог века,
- Главно купатило (базене број 1 и 2), изграђено 1932, и
- купалишне објекте новијег датума: „Озрен“, „Зеленгора“, „Радон“ и „Терме“, изграђене у другој половини 20. века.